# Peine de mort en Italie

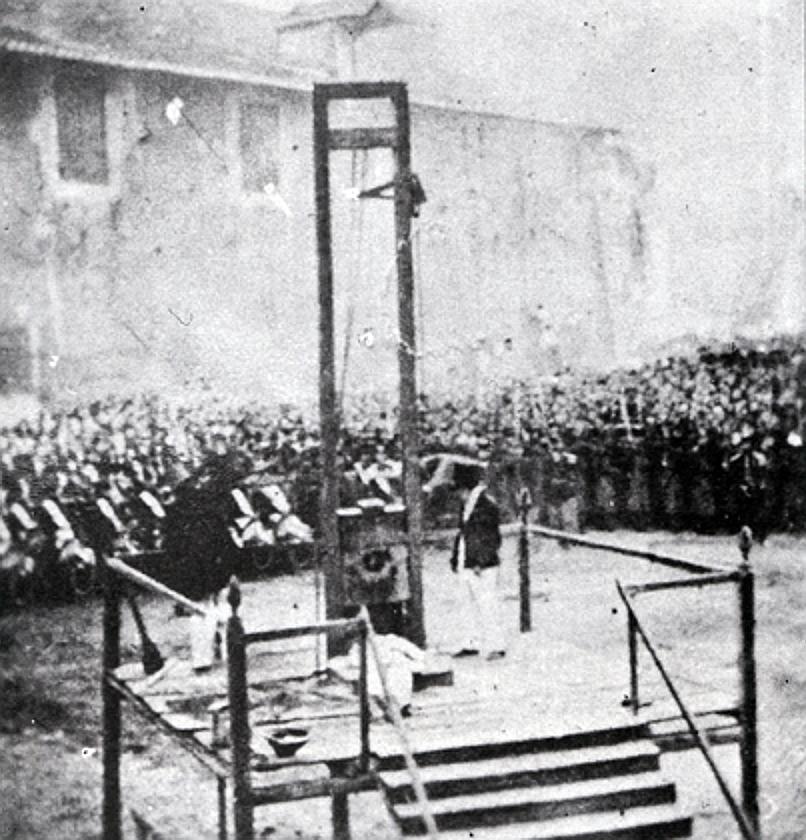
Exécution de la peine capitale par guillotine en 1868, peu après la naissance de l'Italie moderne. Elle fut abolie en 1889 et réactivée uniquement sous l'Italie fasciste.

La peine de mort en Italie a été abolie en 1889 puis réintroduite pour certains crimes durant le régime fasciste, en 1926.
La dernière exécution en Italie remonte à mars 1947. En 1947, la Constitution abolit la peine de mort pour les crimes de droit commun  en temps de paix. L'exception constitutionnelle pour les cas prévus par les lois militaires en temps de guerre a été abolie par une loi le 5 octobre 1994, et sa mention a été effacée de la constitution en 2007.

## Histoire et abolition
Le 30 novembre 1786, le Grand-duché de Toscane (alors indépendant, maintenant partie intégrante de l'Italie) est devenu le premier État de l'ère moderne à abolir complètement la peine de mort, mais elle fut rapidement remise en vigueur en 1790. Presque inappliquée en Toscane après la fin de l'occupation napoléonienne (seuls deux condamnés furent exécutés en 1820 et 1830), elle fut officiellement supprimée de nouveau en 1847, rétablie en 1852 et finalement définitivement annulée par le gouvernement provisoire toscan en 1859, à la veille de l'unification italienne. La courte République romaine de février-juillet 1849 avait aboli la peine de mort avant d'être renversée par les troupes françaises. 
Lorsque le royaume d'Italie a été formé en 1861, la peine capitale en vigueur dans le royaume de Sardaigne a été étendue au reste de l'Italie, à l'exception de la Toscane (où l'opinion publique y était absolument intolérante), jusqu'à ce qu'elle soit abolie du code pénal en 1889, tout en étant maintenue en vertu du droit militaire et colonial. En 1926, Mussolini a réintroduit la peine de mort dans la loi italienne. Mussolini est lui-même exécuté à la libération. 
La peine de mort a été abolie du code pénal en 1944. L'article 27 de la Constitution de la République italienne (1948) l'a complètement abolie pour tous les crimes militaires et civils ordinaires en temps de paix. La peine de mort était encore, formellement, en vigueur en Italie dans le code pénal militaire, uniquement pour haute trahison contre la République ou seulement pour les crimes commis sur les théâtres de guerre (bien qu'aucune exécution n'ait jamais eu lieu).

## Situation actuelle
Aujourd'hui l'Italie est signataire de divers traités interdisant la peine de mort, notamment :
- Les protocoles no 6 et 13 de la Convention européenne des droits de l'homme, relatif à l'abolition de la peine de mort en toutes circonstances ;
- Le deuxième protocole facultatif se rapportant au Pacte international relatif aux droits civils et politiques, visant à abolir la peine de mort, signé le 13 février 1990 et ratifié le 14 février 1995.

En conséquence, la peine de mort a été également abolie du code pénal militaire, en 1994, et l'article 27 de la Constitution italienne a été modifié, en 2007, pour empêcher la réintroduction de la peine de mort sous quelque forme que ce soit, même en temps de guerre.